# Lista de games de realidade aumentada
Lista de jogos eletronicos de realidade aumentada. A maioria destes são para celular e não rodam em headsets AR .
Alguns jogos nesta lista usam o AR como um recurso de passagem, enquanto outros o incorporam como parte central da jogabilidade.
Os jogos AR não incluem jogos Kinect ou EyeToy. Certos dispositivos de jogos, como EyeToy, PlayStation Eye, Kinect, Nintendo 3DS, PlayStation Portable, PlayStation Vita, Nintendo Switch e alguns dispositivos móveis, usam câmeras para aumentar os gráficos de computador em imagens ao vivo, mas não são dispositivos de realidade aumentada como o a visualização não é em primeira pessoa . A maioria dos softwares AR usa cartões especiais que são lidos pelo dispositivo para identificar onde os gráficos serão formados.

## Jogos
- AR Games - um aplicativo pré-carregado no console de jogos Nintendo 3DS que consiste em vários jogos AR. [1]
- Bravely Default - Apresenta um modo AR Movie que reconhece uma série de AR Cards para exibir breves introduções de realidade aumentada ao elenco jogável e muito mais.
- Cybergeneration - um RPG de mesa de R. Talsorian, inclui "virtualidade", uma realidade aumentada criada por meio de v-trodes, dispositivos baratos e amplamente disponíveis que as pessoas usam em suas têmporas.
- Dead Space - um videogame no qual um RIG usado por Isaac Clarke é totalmente equipado com tecnologia de realidade aumentada, incluindo um sistema de navegação que projeta uma linha ao longo da melhor rota até seu destino e um sistema que exibe imagens, vídeos e textos na frente dele. Em conjunto com o jogo, um site de realidade aumentada chamado No Known Survivors foi lançado em 2008.
- EX Troopers - um videogame com modo AR na versão Nintendo 3DS . Isso reconhece AR Cards de personagens para exibi-los, bem como vários emotes e ataques quando o jogador pressiona as entradas.
- Fnaf: Special Delivery - um jogo spin-off free-to-play da franquia Five Nights at Freddy's, publicado e desenvolvido pela Illumix para dispositivos móveis.
- Hatsune Miku: Projeto DIVA F - um videogame no qual uma opção chamada AR Mode permite que o console projete Hatsune Miku em um marcador fiduciário . Isso permite que ela cante como um Vocaloid de realidade aumentada.
- Harry Potter: Wizards Unite - um jogo móvel baseado em localização desenvolvido pela Niantic Labs para dispositivos iOS e Android. [2] [3]
- Hydrophobia - um videogame de aventura e sobrevivência da Dark Energy Digital apresenta o MAVI (Mobile Automated Visual Interface), que é uma ferramenta usada para aprimorar a geometria ambiental entre outros propósitos.
- Invizimals - uma franquia espanhola de videogame exclusiva para PSP e PSVITA, cujos principais títulos giravam em torno do uso de realidade aumentada e periféricos especiais, para capturar as criaturas que agitam o nome.
- Jurassic World Alive - um jogo de realidade aumentada gratuito baseado em localização desenvolvido pela Ludia para dispositivos iOS e Android.
- Let's Hunt Monsters - um jogo de realidade aumentada gratuito e exclusivo da China, publicado pela Tencent para iOS e Android.
- LyteShot - um sistema de jogos móveis de código aberto que usa tecnologia baseada em sensores para jogar videogames digitais, como jogos de tiro em primeira pessoa, no espaço de ação ao vivo. [4] Ele também pode usar smartglasses para jogabilidade interativa.
- Mario Kart Live: Home Circuit - videogame para o Nintendo Switch. Permite ao usuário usar a configuração inicial como uma pista de corrida. AR é adicionado para fornecer elementos da série Mario Kart. [5]
- Pokémon Go - um jogo de realidade aumentada gratuito baseado em localização desenvolvido pela Niantic para dispositivos iOS e Android. [6]
- Raving Rabbids: Alive & Kicking por Ubisoft Milan
- Spectrek - um jogo de caça fantasma de realidade aumentada. [7]
- Tuttuki Bako - um sistema de minijogo da Bandai é descrito como apresentando realidade aumentada. [8]